# Julia Constance Fletcher
Julia Constance Fletcher (1853-1938) va ser una novel·lista i dramaturga que professionalment signava sota el pseudònim de George Fleming.
Va néixer al Brasil l'any 1853. Era filla d'Henriette Malan, la filla d'un clergue suís i de James Cooley Fletcher (1823-1901) i era néta del banquer Calvin Fletcher. Va estudiar a l'Acadèmia Abbot, d'Andover (Massachusetts), en la promoció de 1867.
Després del divorci dels seus pares, Julia va anar a viure amb la seva mare a Venècia. Henriette es va tornar a casar, aquest cop amb un pintor, Eugene Benson. Julia també va passar algun temps a Londres. Un dels patrocinadors de les seves primeres novel·les va ser Alfred Sassoon, jove del clan Sassoon i que va ser el pare de Siegfried Sassoon. L'enamorament d'Alfred per la Julia va motivar que abandonés a la seva muller, Theresa Thornycroft.
Entre els altres promotors de Julia Fletcher es trobaven Henry James (que era amic del seu avi), Rudyard Kipling, Robert Browning o Walter Pater. Dos dels seus llibres, Kismet i Mirage, van ser publicats com anònimes per l'editora Roberts Brothers de Boston. Ambdós tracten les aventures d'uns americans de viatge a l'estranger, pel Nil i per Síria, respectivament. Mirage va ser descrita per S. I. Salamensky, expert en la figura d'Oscar Wilde, com una novel·la en clau on el protagonista masculí era un personatge basat en Wilde, d'extrema bellesa i amb una lleugera ambigüitat sexual, que mantenia un interès romàntic per la protagonista femenina, que estaria basada en la pròpia escriptora.
L'any 1900 va escriure una traducció/adaptació de l'obra de teatre d'Edmond Rostand Les Romanesques, que va titular The Fantasticks. El musical de 1960 d'igual nom, també basat en Les Romanesques, manlleva fortament la versió de Fletcher.

## Obres
- A Nile Novel, or Kismet
- Mirage (1878)
- The truth about Clement Ker ... Told by his second cousin, Geoffrey Ker, of London
- Vestigia
- Andromeda: A Novel
- The Head of Medusa (1880)